# Rudolf Tecl
Rudolf Tecl (21. srpna 1950 Tábor – 30. června 2005 tamtéž) byl český historik a archivář, specializující se na oblast Táborska.

## Život

### Studium
Pocházel z rodiny známého táborského lékaře MUDr. Rudolfa Tecla; celý svůj život spojil s dějinami rodného města. Od mládí se zajímal o historii; maturoval (1968) na místním gymnáziu a potom studoval na Filozofické fakultě Univerzity Karlovy, studium historie a archivnictví završil roku 1975 diplomovou prací o středověkém osídlení Táborska. Na brněnské univerzitě absolvoval postgraduální studium muzeologie.

### Praxe a dílo
Po studiích pracoval do roku 1984 v táborském muzeu, kde dosáhl funkce zástupce ředitele. Potom se ujal (15. června 1984) Státního okresního archivu v Táboře, kde působil jako ředitel plných 21 let (1984-2005) až do své náhlé a nečekané smrti. Erudovaný historik Rudolf Tecl se mimořádně zasloužil o rozvoj a rozšiřování tohoto archivu a vedle své řídící práce se věnoval i vědeckému bádání a publikování.
Ještě před ukončením univerzitního studia zpracoval v roce 1974 pro táborské muzeum obrazově vybavenou publikaci Jan Žižka a Tábor, kterou však jako autor podepsal tehdejší ředitel muzea Josef Schneider. V roce 1978 publikoval spolu s Milošem Drdou studii o předhusitském osídlení Tábora a o koncentraci středověkého osídlení Táborska. V letech 1987-2004 řídil práce na 12 svazcích sborníku Táborský archiv.
Přispíval do mnoha časopisů,novin a periodik – např.:
- sborník Archaeologica historica
- první díl Dějin Tábora
- Jihočeský sborník historický
- Výběr, časopis pro historii a vlastivědu jižních Čech

### Připomínání
- PhDr. Rudolfu Teclovi byla udělena „Cena města Tábora 2006“ (in memoriam) za celoživotní literární a vědecké dílo a osobní podíl na významu táborského archivu
- Heraldická ročenka 2006 / Pavel R. Pokorný: Růže pánů z Ústí (in memoriam PhDr. Rudolfa Tecla), s. 86
- Ročenka České archivní společnosti 2005 / Vzpomínka na Rudolfa Tecla, s. 173-174

### Z díla
Články a studie – z více než šedesáti publikovaných např.:
| - Smetanovský režisér Edmund Chvalovský (1839-1934). VHK JČM 27, 1990, č. 1, s. 16-28 - Ceny v době Petra Maksanta. Výběr, 28, 1991, s. 327-331 - Tři pramenné střípky k osobě Petra Maksanta. Výběr, 29, 1992, s. 103-106 - Diplomaticko-právní příspěvky k určení významu a charakteru lokalit na Táborsku do roku 1420. Husitský Tábor, 10, 1988-1991, 1992, s. 191-214 - Skryté edice a regesty listin a listů k dějinám husitské revoluce (1419-1437) - II. část. Táborský archiv, 4, 1992, s. 5-32 - Dodatek k problematice existence středověkých městských knih v Soběslavi. Výběr, 29, 1992, s. 56 - Neznámá smlouva třeboňského hejtmana Jarohněva z Úsuší s Janem z Rožmberka z roku 1469. Výběr, 29, 1992, s. 158-162 - Neznámý český list Čeňka z Vartenberka, patrně z 20. prosince 1412. JSH, 60-61, 1991-1992, s. 83-84 - Soběslavské středověké leprosarium. Výběr, 30, 1993, s. 129-130 - Datum odstranění pomníku Antonína Švehly v Táboře. Výběr, 30, 1993, s. 130-131 - Poznámky k historii soběslavského, táborského a mladovožického pranýře. Výběr, 30, 1993 s. 172-174 - Dvě neznámé zprávy o epidemiích v jižních Čechách druhé poloviny 15. století. Výběr, 30, 1993, s. 195-197 - Dvě písemnosti k okolnostem údajného nálezu Jistebnického kancionálu a graduálu. Výběr, 31, 1994, s. 251-254 - Neznámý táborský kšaft z druhé poloviny 15. století. JSH, 63, 1994, s. 153-157 - Marginálie k bitvě u Vyšehradu 1. listopadu roku 1420. Táborský archiv, 7, 1995, s. 88-94 | - Zapomenutý táborský kostelík sv. Trojice. Výběr, 32, 1995, s. 55-56 - Dopisy Vojty Náprstka ve Státním okresním archivu v Táboře. Výběr, 32, 1995, s. 99-105 - Požár Tábora v roce 1525. Výběr, 32, 1995, s. 176-178 - Archeologické výzkumy hradů Příběnic a Příběniček. Výběr, 32, 1995, s. 295-296 - Příspěvek historie k problematice prehistorického osídlení táborské ostrožny. Výběr, 33, 1996, s. 1-8 - Nejstarší české tištěné popisy města Tábora. Výběr, 33, 1996, s. 90-95 - Zajímavý nápad na využití táborské stavební památky v roce 1866. Výběr, 33, 1996, s. 148-150 - Další doklady k rozšíření jména Žižka na Táborsku v 1. pol. 16. stol. Výběr, 33, 1996, s. 230-232 - Tábor, sídlo nejvyšších zemských úřadů v letech 1582 a 1613. Výběr, 33, 1996, s. 303-304 - Zapomenutý regionální badatel a kulturní pracovník František Pěnka (1862-1944). Výběr, 24, 1997, s. 142-148 - Sezimovo Ústí v díle Petra Kašpara Světeckého. Výběr, 24, 1997, s. 221-222 - Badatelský odkaz profesora táborského gymnázia Karla Thira (1856-1931). Výběr, 24, 1997, s. 223-229 - Soběslav v díle Petra Kašpara Světeckého. Výběr, 34, 1997, s. 321-323 - Dodatek k soběslavským kšaftům. JSH, 66-67, 1997-1998, s. 99-100 - K záhadě táborských tzv. husitských stolů. Táborský archiv, 9, 1999, s. 233-244 |

Novinové články – z mnoha v regionálním tisku např.:
| - Fakta a legendy o táborském Jordánu (I). Palcát, 34, 1992, č. 28, s. 3 - Zajímavosti ze středověkého Prasetína. Táborské listy, 2, 1993, č. 186, s. 10 - 700 let Soběslavi, Březnice, Hlavatců a Údin. Táborské listy, 2, 1993, č. 210, s. 10 - K výročí odstranění pomníku A.Švehly. Táborské listy, 2, 1993, č. 224, s. 12 - Promluvily purkmistrovské účty ze Soběslavi. Táborské listy, 2, 1993, č. 227, s. 10 - Mnichovské události pohledem jedné z obecních kronik. Táborské listy, 2, 1993, č. 251, s. 10 - Přijel i prezident Masaryk. (Největší výstava v dějinách města). Táborské listy, 1994, č. 148, s. 9 - Nové datum k počátku divadla. Táborské listy, 1994, č. 271, s. 11 - Táborské nálezy kosterních pozůstatků I.-III. Táborské listy, 1995, č. 57, s. 10 | - Josef Šmaha a Tábor I.-II. Táborské listy, 1995, č. 115, s. 10 - Sezimovo Ústí, král Vladislav a uherská koruna. Táborské listy, 1995, č. 149, s. 10 - K výročí táborského pomníku Antonína Švehly. Táborské listy, 1995, č. 154, s. 10 - Sláva unikátních táborských kamen. Táborské listy, 1995, č. 221, s. 10 - Plamenná pohroma Tábora v roce 1525. Palcát, 1995, č. 5, s. 4 - Co víme o táborských kašnách I.-VII. Táborské listy, 1996, č. 25, 31, 37, 44, 49, 61, 73, s. 10-12 - Ještě k botanické zahradě aneb trocha historie snad neuškodí. Táborské listy, 1996, č. 33, s. 10 - Čestní (měšťané) občané Tábora z let 1858-1938. Táborské listy, 1996, č. 263, 265, s. 10 - Táborské návštěvy Františka Josefa I. Táborské listy, 1996, č. 275, 277, s. 10, 12 |